# Luca Dirisio
Luca Dirisio (Vasto, CH, 18 de junio de 1978) es un cantautor italiano.
En el verano europeo de 2004 sacó su primer sencillo de promoción titulado Calma e sangue freddo (Calma y sangre fría, en español), canción que le ha otorgado el premio Artista revelación del año en el Festivalbar. Así editó el álbum Luca Dirisio que contenía además de Calma e sangue freddo, los exitosos sencillos Il mio amico vende il tè, Usami y Per sempre. Posteriormente, traspasó las fronteras de su país y llegó a España para cantar Calma y sangre fría, Mi amigo vende el té, Úsame y Grano de sal. Con Calma y sangre fría consiguió un gran éxito en el verano del 2005 en España ya que sonaba en las radios más populares y en canales de televisiones musicales.
Luca de esta forma deja algunos fanes repartidos por España.
Ya en 2006, participó del Festival de la Canción de San Remo[cita requerida]  en la categoría Hombres con la canción Sparirò, de la cual es también autor. Seguido al festival sale su segundo álbum La vita è strana. En el verano europeo de 2006 sale el segundo corte de difusión de este álbum, titulado La ricetta del campione.
En septiembre de 2006 participa de la banda sonora de la película de Disney High School Musical,[cita requerida] en donde interpreta la canción principal Se provi a volare, la versión italiana de Breakin' free. Fue reeditado su último disco La vita è strana para incluir esta nueva canción. 
El 9 de mayo de 2008 salió Mágica, el nuevo sencillo que anticipaba la salida del Álbum 300 all'ora prevista para el 30 de mayo.

## Discografía
- Luca Dirisio (12 de noviembre de 2004)

1. Tu Che Fai'   02:59
2. Il Mio Amico Vende Il Tè   03:34
3. Le Fate   04:06
4. Calma E Sangue Freddo   03:31
5. Usami   03:49
6. Non Mi Sposto   03:23
7. Destino Anarchico   03:44
8. Grano Di Sale   04:21
9. Per Sempre   03:58
10. Per Le Mie Mani   03:18

- La Vita È Strana (20 de febrero de 2006)

1. L'Isola Degli Sfigati   02:46
2. Stufa Calda   04:22
3. Piange Il Sole   03:13
4. La Ricetta Del Campione   03:21
5. Sparirò   03:46
6. Devi Darmi Di Più   04:31
7. Hotel Cervo   03:16
8. Giù Amore   03:40
9. Crisi Di Governo   03:49
10. Niente E' Perso   05:31
11. La Vita E' Strana   03:30
12. Piantagioni Di Spezie   03:30
13. Se Provi A Volare (Breaking Free)   03:29 (Edición especial)

- 300 all'Ora (30 de mayo de 2008)

1. Mágica
2. Destinazione Mare
3. Fragole
4. Non Dire Ma
5. Sandy
6. È Meglio Se Non Torni (sunshine)
7. Non Cambiare Mai
8. L'Attesa
9. 7 Soldi

### Sencillos
- Calma e sangue freddo (2004)
- Il mio amico vende il te’ (2004)
- Usami (2005)
- Per sempre (2005)
- Sparirò (2006)
- La ricetta del campione (2006)
- Se provi a volare (2006)
- L'Isola degli sfigati (2007)
- Mágica (2008)
- Fragole, Ciliegie E Miele (2008)